# Charlottetown Islanders
Charlottetown Islanders är ett kanadensiskt proffsjuniorishockeylag som spelar i Ligue de hockey junior majeur du Québec (LHJMQ) sedan 2003, dock först med namnet P.E.I. Rocket; de fick sitt nuvarande namn 2013. De har sitt ursprung från 1999 när Rocket de Montréal grundades. Laget spelar sina hemmamatcher i Eastlink Centre, som har en publikkapacitet på 3 717 åskådare vid ishockeyarrangemang, i Charlottetown på Prince Edward Island. Islanders har inte vunnit någon av Trophée Jean Rougeau, som delas ut till det lag som vinner grundserien, Coupe du Président, som delas ut till vinnaren av slutspelet, eller Memorial Cup, CHL:s slutspel mellan säsongens mästare i LHJMQ, OHL och WHL samt ett värdlag.
Laget har fostrat spelare som Antoine Bibeau, Samuel Blais, Joël Champagne, Filip Chlapík, Marc-André Gragnani, Ross Johnston, Maxime Lagacé, Maxim Lapierre, Andrej Nestrašil, Simon Olsson, Daniel Sprong, Mathieu Tousignant, Vjatjeslav Trukhno och Geoff Walker.